# Gomphomastax antennata
Gomphomastax antennata är en insektsart som beskrevs av Brunner von Wattenwyl 1898. Gomphomastax antennata ingår i släktet Gomphomastax och familjen Eumastacidae. Inga underarter finns listade i Catalogue of Life.